# Marija Šunová
Marija Šunová, ukrajinsky Марія Шунь (* 22. ledna 1962 Horodok (Lvovská oblast)) je ukrajinská spisovatelka, básnířka, editorka a překladatelka.

## Život a dílo
Studovala na Fakultě cizích jazyků Lvovské univerzity (1986). V roce 1993 byla přijata do Národního svazu spisovatelů Ukrajiny. Od roku 1995 žije v New Yorku (USA), kde pracuje  v terapeutickém centru jako rehabilitační pracovnice.
Její básně jsou „posíleny prostředky grafického vyjádření básnického textu“. Používá zkratky a amerikanismy.  Působila též jako editorka a spolueditorka při vydání různých básnických antologií.

## Básnické sbírky
- My, kteří jsme, ukrajinsky Ми, котрі є (Kyjev, 1990)
- Mezi, ukrajinsky Поміж (Lvov, 1993)
- Верлібріарій (Kyjev, 2006)
- Mouka a střelný prach, ukrajinsky Борохно і порохно (Lvov, 2006)
- Водокач (Kyjev, 2007)
- БІЯС (Kyjev, 2008)
- OSN, ukrajinsky ООН (Kyjev, 2009)